# Caótica Ana
Caótica Ana ist ein Liebesdrama von Regisseur Julio Medem.

## Handlung
Die 18-jährige Malerin Ana wird von der Kunstmäzenin Justine auf der Mittelmeerinsel Ibiza entdeckt. Sie verlässt ihren Vater Klaus, mit dem sie in einer Höhle ein Aussteigerdasein führt, und folgt Justine in deren Künstlerkolonie in Madrid. Sie lebt sich schnell in das Künstlerleben ein und verliebt sich in den jungen Künstler Said. Es kommt zur Trennung. Von Visionen und schrecklichen Alpträumen bewegt lässt sich Ana hypnotisieren und erfährt so immer mehr von ihrer schicksalhaften Bestimmung und ihrem früheren Leben, in dem sie an verschiedenen Orten und in verschiedenen Epochen als junge Frau lebt, immer gewaltsam stirbt und wiedergeboren wird.

## Kritik
„Eine surreale, an Themen und Motiven überquellende Hommage an die Frauen, welche die Magie der menschlichen Existenz, die geheimnisvolle Macht des Zufalls und die schicksalhafte Kraft der Liebe beschwört.“